# Sabine Klauke
Pour les articles homonymes, voir Klauke.
 (décembre 2023).
La mise en forme du texte ne suit pas les recommandations de Wikipédia : il faut le « wikifier ».
Les points d'amélioration suivants sont les cas les plus fréquents. Le détail des points à revoir est peut-être précisé sur la page de discussion.
- Les titres sont pré-formatés par le logiciel. Ils ne sont ni en capitales, ni en gras.
- Le texte ne doit pas être écrit en capitales (les noms de famille non plus), ni en gras, ni en italique, ni en « petit »…
- Le gras n'est utilisé que pour surligner le titre de l'article dans l'introduction, une seule fois.
- L'italique est rarement utilisé : mots en langue étrangère, titres d'œuvres, noms de bateaux, etc.
- Les citations ne sont pas en italique mais en corps de texte normal. Elles sont entourées par des guillemets français : « et ».
- Les listes à puces sont à éviter, des paragraphes rédigés étant largement préférés. Les tableaux sont à réserver à la présentation de données structurées (résultats, etc.).
- Les appels de note de bas de page (petits chiffres en exposant, introduits par l'outil «  Source ») sont à placer entre la fin de phrase et le point final[comme ça].
- Les liens internes (vers d'autres articles de Wikipédia) sont à choisir avec parcimonie. Créez des liens vers des articles approfondissant le sujet. Les termes génériques sans rapport avec le sujet sont à éviter, ainsi que les répétitions de liens vers un même terme.
- Les liens externes sont à placer uniquement dans une section « Liens externes », à la fin de l'article. Ces liens sont à choisir avec parcimonie suivant les règles définies. Si un lien sert de source à l'article, son insertion dans le texte est à faire par les notes de bas de page.
- La présentation des références doit suivre les conventions bibliographiques. Il est recommandé d'utiliser les modèles {{Ouvrage}}, {{Chapitre}}, {{Article}}, {{Lien web}} et/ou {{Bibliographie}}. Le mode d'édition visuel peut mettre en forme automatiquement les références.
- Insérer une infobox (cadre d'informations à droite) n'est pas obligatoire pour parachever la mise en page.

Pour une aide détaillée, merci de consulter Aide:Wikification.
Si vous pensez que ces points ont été résolus, vous pouvez retirer ce bandeau et améliorer la mise en forme d'un autre article.
 (décembre 2023).
Sabine Klauke, née le 7 juillet 1973 à Aix-la-Chapelle en Allemagne, est une cadre supérieure allemande de l'industrie aérospatiale qui occupe le poste de Chief Technology Officer d’Airbus. Elle en est également vice-présidente exécutive (EVP), ehargée de l’ingénierie pour sa division aviation civile. Elle siège au comité exécutif de l’entreprise depuis juillet 2021,,.

## Jeunesse et formation
Sabine Klauke a étudié le génie mécanique à l’Université technique de Dresde et à l’INSA Hauts de France (anciennement Ecole nationale supérieure d’ingénieurs en mécanique énergétique de Valenciennes - ENSIMEV). Elle est passionnée par les mathématiques, les processus d’optimisation et leur mise en application concrete. Elle est également titulaire d’un doctorat en génie mécanique de l’Université technique de Dresde. Ses recherches se sont concentrées sur les processus d’ingénierie numérique simultanés entre la fabrication, la conception et l’optimisation des processus de conception en usine.

## Carrière
Sabine Klauke a commencé sa carrière professionnelle en 1998 chez Dassault Systèmes et sa filiale DELMIA où elle était responsable du déploiement des logiciels de simulation des processus d’usine numérique ainsi que du conseil clientèle pour l’industrie automobile et aérospatiale dans le monde entier. En 2002, Sabine Klauke a rejoint Airbus, où elle a occupé divers postes de gestion et de direction au sein de la division aviation civile. Elle a collaboré avec plusieurs équipes internationales en France, en Allemagne, en Grande-Bretagne et en Espagne sur des projets de nouveaux avions tels que l’A380 et l’A350. De 2015 à 2018, elle a été l’une des dirigeantes de l’activité après-vente de l’entreprise. Chargée du service clientèle, d’abord pour les programmes A330/A340, puis pour toute la flotte commerciale à travers le monde, elle avait la responsabilité d’assurer aux clients l’exploitation sûre et fiable de leurs avions,,,.
En 2018, elle est nommée vice-présidente exécutive chargée de l’ingénierie au sein de la division chargée des activités liées aux secteurs de la défense et du spatial et entre alors à son comité exécutif. Dans ce cadre, elle était responsable de toutes les activités d’ingénierie de cette division, comprenant les activités de Recherche et Technologie et d’Innovation,,. En juillet 2021, Sabine Klauke est nommée Chief Technical Officer d’Airbus chargée du département Technologie et ingénierie. Elle pilote l’ambition du groupe qui est de fournir les technologies permettant un avenir durable pour l’aérospatiale. Elle est responsable d’une équipe de plus de 13 000 personnes à travers le monde qui conçoivent, développent, certifient et assurent la navigabilité de tous les produits et services de l’activité aviation civile et définissent aussi la trajectoire technologique pour l’ensemble du groupe,.
Elle est nommée Chief Technology Officer d’Airbus et vice-présidente exécutive (EVP), chargée de l’ingénierie pour l’aviation civile en 2024.
Sabine Klauke a également pris de plus grandes responsabilités dans des associations industrielles telles que le VDI ou la BDLI.
En complément de ses fonctions en tant que CTO d’Airbus, Sabine Klauke exerce les mandats suivants :
- Coprésidente du Clean Aviation Joint Undertaking (CAJU)
- Vice-présidente de la Fédération allemande de l’industrie aéronautique et spatiale (BDLI) chargée de l’aviation
- Présidente du conseil de surveillance d’Airbus GmbH en Allemagne[5],[11],[12],[13].

En 2024, Sabine Klauke est nommée "Fellow" de la Royal Aeronautical Society (FRAeS) et désignée "femme la plus influente de l’économie allemande en 2023" par l’hebdomadaire économique allemand manager magazin.

## Vie personnelle
Sabine Klauke est mariée et a deux enfants. Elle vit à Toulouse. Elle aime être en contact avec la nature et se ressourcer en pratiquant des activités de plein air comme la randonnée en montagne. Ancienne saxophoniste, elle aime assister à des concerts et à des évènements musicaux,.